# Tryphon talitzkii
Tryphon talitzkii là một loài tò vò trong họ Ichneumonidae.